# Gnathonarium biconcavum
Espèce
Gnathonarium biconcavum est une espèce d'araignées aranéomorphes de la famille des Linyphiidae.

## Distribution
Cette espèce est endémique du Xinjiang en Chine,.

## Description
Le mâle holotype mesure 2,55 mm.

## Publication originale
- Tu & Li, 2004 : A review of the Gnathonarium species (Araneae: Linyphiidae) of China. Revue Suisse de Zoologie, vol. 111, no , p. 851-864 (texte intégral).